# Litra EG
Litra EG er typebetegnelsen for 13 ellokomotiver, som DSB modtog i 1999 og 2000 fra det tyske firma Siemens AG af typen Siemens ES64 EuroSprinter. Lokomotiverne fik numrene DSB EG 3101-3113 og var blandt Europas kraftigste i samtiden.
Det nye godstogslokomotiv blev hjemkøbt i forbindelse med Øresundsforbindelsens åbning. Samtidig havde DSB Gods et ønske om, at deres nye godstogslokomotiv skulle kunne operere dybt inde i Sverige og langt nede i Tyskland. Den opgave kunne det nye lokomotiv løse i og med, at det både kan køre på det svenske/tyske strømsystem (15 kV-16 2/3 Hz) og det danske (25 kV-50 Hz).
Desuden havde man oplevet et godstog strande på stigningen op ad tunnelen under Storebælt, så man havde hidtil været nødt til at mindske antallet af vogne eller køre med et ekstra lokomotiv. Det nye lokomotiv var imidlertid udstyret med en så kraftig motor, at det alene var i stand til at trække de lange og tunge godstog hele vejen under Storebælt.
DSB's glæde ved det nye lokomotiv blev dog kort, eftersom DSB Gods i 2001 og dets lokomotiver overgik til Railion Danmark. Efter nogle yderligere navne- og organisationsændringer tilhører lokomotiverne fra 2016 DB Cargo Scandinavia A/S.
Lokomotiverne anvendes i godstog til Kolding, Taulov, Fredericia, Ringsted, Høje Taastrup og Glostrup men også i tog til Malmø og Hamborg. 
- Model i DSB Gods-bemaling (Danmarks Jernbanemuseum) 
Foto: Leif Jørgensen
- EG-lokomotiv efter fjernelsen af DSB-logoet 
Foto: Manfred E. Fritsche
- EG-lokomotiv i DB-bemaling 
Foto: Leif Jørgensen